# Bacton (Norfolk)
Bacton é uma vila e freguesia no distrito de North Norfolk em Norfolk, Inglaterra, cerca de 20,4 milhas (32,8 km) de Norwich. A paróquia tem uma área de 945 hectares e uma população de 1130 pelo censo de 2001

## Transporte
A via principal é a B1159, que vai de Cromer até       Caister-on-Sea.

## História
A vila é mencionada no grande censo de 1086 conhecido como oLivro de Domesday, onde é descrito como uma  Baketuna.

### Igreja
A igreja de Bacton, denominada " Santa Andrew".
.

## Gallery

Bacton
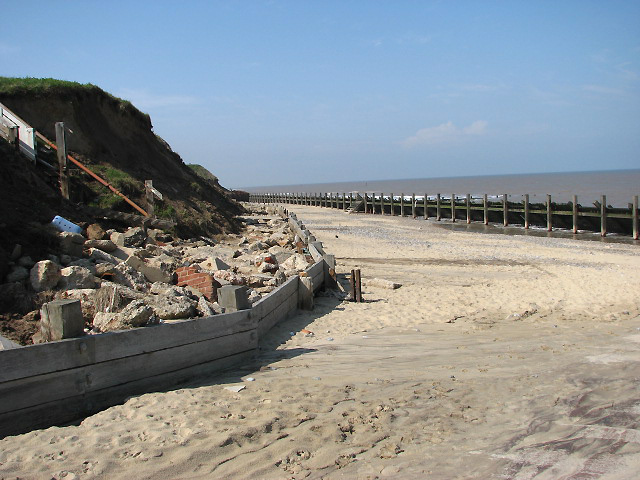
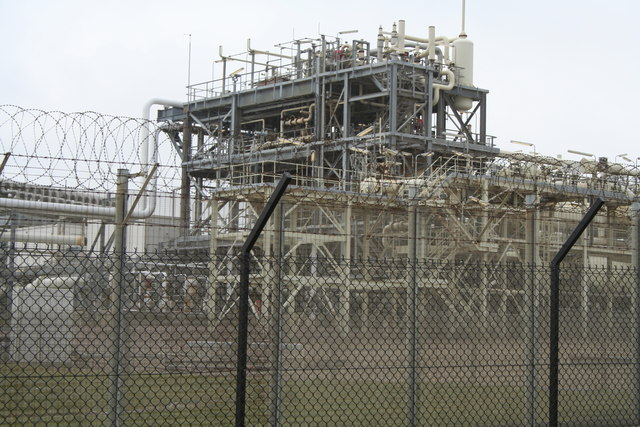
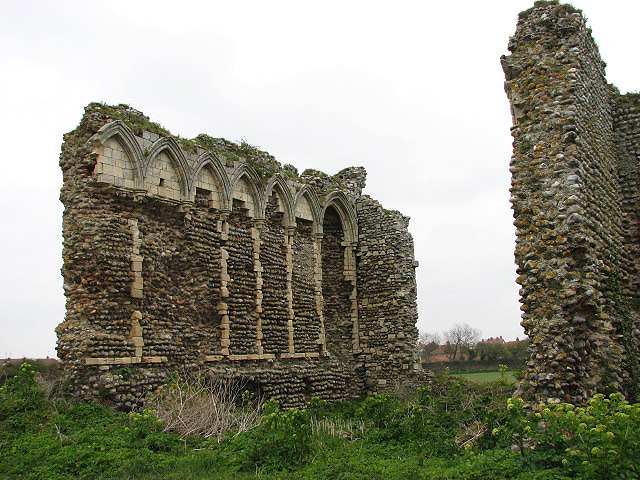
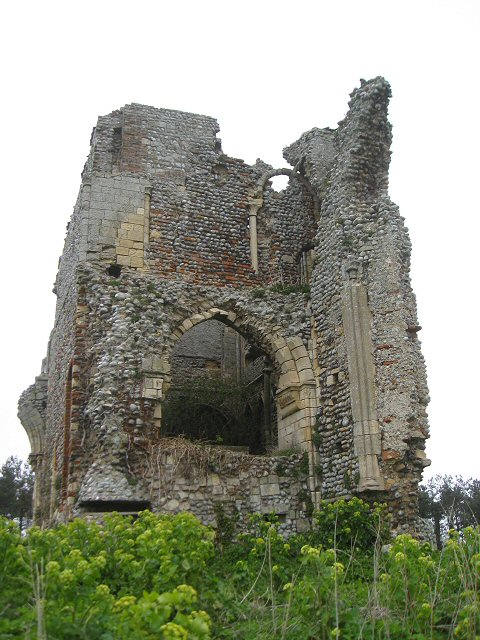
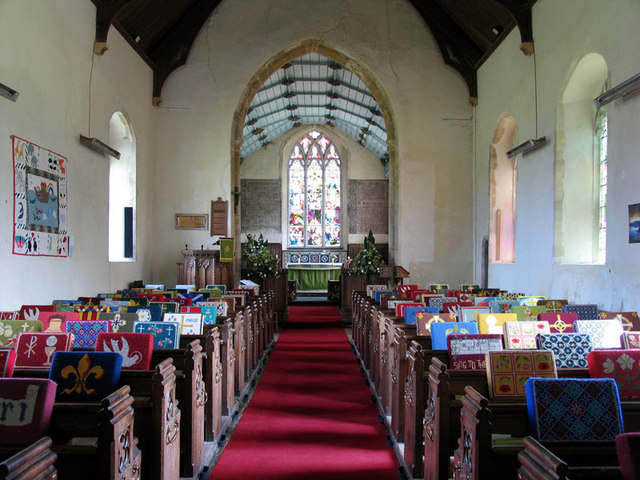